# Faro de Punta Lage
El faro de Punta Lage es un faro situado en la punta Lage, próxima a la localidad de Lage, en la provincia de La Coruña, Galicia, España. Está gestionado por la autoridad portuaria de La Coruña.